# Джипси Роуз Ли
Джи́пси Ро́уз Ли (англ. Gypsy Rose Lee, урождённая Ро́уз Луи́з Хо́вик (англ. Rose Louise Hovick); 9 февраля 1911 — 26 апреля 1970) — американская актриса, писательница и королева бурлеска, чьи мемуары были поставлены на сцене. Сестра актрисы Джун Хэвок.

## Биография
Она родилась в Сиэтле, Вашингтон. Обладая многими талантами, Роуз быстро смекнула, что заработать много исполняя только песни и простенькие танцы, нельзя. Сегодня её называют одной из основоположниц театрализованного кабаре. Жанр стриптиза эта женщина возвела в ранг искусства. В конечном итоге Роуз Ли попала в Голливуд.
В 1957 году она выпустила книгу своих мемуаров.
В 1969 году у Ли был диагностирован рак лёгких. Она скончалась в 1970 году в Лос-Анджелесе в возрасте 59 лет.